# Detektor eksplozivov
Detektorji eksploziv (ETD) so vrsta varnostne opreme, katera omogoča odkrivanje prisotnosti eksploziva majnših količin. Detektor zaznava prisotnost materije na dva načina in sicer z merjenjem prisotnosti eksplozivnih hlapov s senzorjem ekspozivnih hlapov, drugi način pa deluje na principu zaznavanja prisotnosti delcev eksploziva. Pogosto se uporabljata obe metodi, odvisno od primera. Večina detektorjev eksploziva na trgu danes lahko zaznava prisotnost eksploziva z obema metodama merjenja. podobne naprave se uporabljajo tudi za iskanje prisotnosti narkotikov. Oprema se največkrat uporablja na letališčih ozr. ostalih občutljivih območjih, kjer so pričakovana tovrstna nezakonita dejanja.

## Karakteristike

### Občutljivost
Občutljivost nam podaja informacijo o najnižji vrednosti eksplozivnih snovi, katero je naprava (detektor) sposobna zanesljivo zaznati. izmerjene vrednosti se podajajo v (enote) nano gramih (ng), pico gramih (pg), ali femtogramih (fg). Nižja je vrednsot enote, katero naprava zazna, boljša je.
Občutljivost je zelo pomembna, razlog je v tem, da imajo eksplozivi zelo nizek tlak hlapov, ozr. zelo malo hlapov v prostoru. Detektorji z največjo občutljivostjo so najboljši pri odkrivanju prisotnosti hlapov ozr.delcev v prostoru.

### Teža
Pomembna je tudi majhna teža sofdobnih naprav, kar omogoča dolgotrajnejšo uporabo, brez večje utrujenosti uporabnika. Manjša teža omogoča tudi lažjo namestitev na sodobne robote, namenjene odkrivanju nevarnih ekslopzivnih snovi.

### Dimenzije
Majhne dimenzije naprave so zelo pomembne, omogočajo dostop na mestih, kjer je le ta slabo dostopen, v avomobilu, skladiščih, odpadkih, itd.

### Pripravljenost delovanja naprave v hladnem stanju in potrebni čas analize
Parameter ni odločilen za izbor naprave, prikazujem namreč potrebni čas, katerega potrebuje naprava za doseganje optimalne temperature in zaznavanja eksplozivnih snovi.

## Tehnologije uporabljene v različnih eksplozivnih detektorjih[1]

### Ionska spektrometrija gibljivosti
Odkrivanje eksploziva z Ionsko gibljivo spektrometrijo (IGS) temelji na hitrosti ionov v enotnem električnem polju. Nekaj informacij o IGS lahko najdete tukaj. O IGS obstaja več razlag, IGS kot lovilnik Ionov gibljive spektrometrije (ITGS) ali ne-linearni odvisnosti od gibljivih Ionov (NLDM), ki temeljijo na načelu IGS. Občutljivost naprave, katere uporabljajo to tehnologijo je omejena na raven, pg.Tehnologije in zahteva tudi ionizacijo vzorca eksplozivov, ki ga dosežemo z uporabo radioaktivnih virov, kot so nikelj - 63 ali americij - 241. Ta tehnologija je na razpolago na trgu ki se ukvarja z detektorji eksplozivov, proizvajalci kot so GE VaporTracer, Smith Sabre 4000 in ruski MO-2M in MO-8. Prisotnost radioaktivnih snovi v tej opremi povzroča veliko vroče krvi in zahteva posebno dovoljenje v carinskih pristaniščih. Te detektorje ni mogoče povsod servisirati zato bi nepravilna uporaba poškodovanega detektorja pomenila nevarnost za uporabnika. Za te detektorje so obvezni letni pregledi v večini držav z zakonsko odločbo agencije, katera nam po preizkusu izda dovoljenje za uporabo. Uničenje opreme je prav tako pod nadzorom zaradi uporabljenih visoko radioaktivnih materialov.
Fotonsko neradioaktivno ionizacijo uporabljajo za Kvantni Slednik QS-H150 (prenosni detektor eksplozivov, izdelan v ZDA s pomočjo Združenja znanstvenikov)

### Toplotni merilnik - Redox[2]
Ta tehnologija temelji na razkroju eksplozivne snovi, sledi znižanje NO2 (dušikov dioksid). Večina vojaških eksplozivov vsebuje veliko NO2. Eksplozivne hlape vleče v adsorber do visoke stopnje nasičenosti. Tako se določi vsebnost NO2 v izdelku. S pomočjo te tehnologije je prišlo do več lažnih alarmov, saj tudi mnoge druge neškodljive spojine vsebujejo veliko dušikovega dioksida. Na primer večina umetnih gnojil vsebuje NO2, ki so napačno opredeljena kot razstreliva, ker je občutljivost te tehnologije precej nizka. Priljubljen detektor, ki uporablja to tehnologijo je Scientrex EVD 3000.

### Sevanje za snovi značilne svetlobe kot posledica kemične reakcije
Ta tehnologija temelji na sevanju nekaterih spojin, ki so značilni za eksplozivne delce. To se uporablja predvsem v ne-elektronski opremi, kot na primer sprej ali testni papir.